# Doctrine Truman

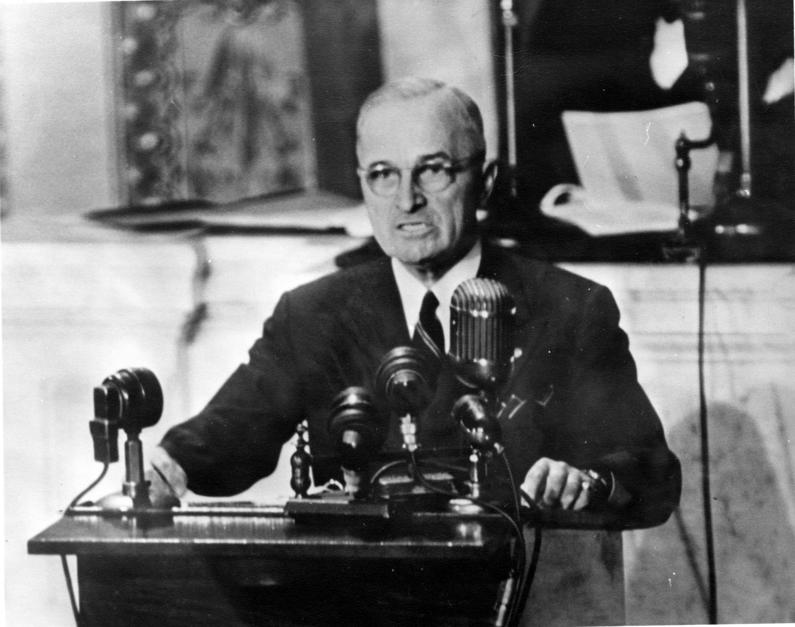
Le président américain Harry S. Truman, le 12 mars 1947.

La doctrine Truman est une doctrine géopolitique selon laquelle les États-Unis se doivent de soutenir les régimes démocratiques face aux régimes autoritaires après la Seconde Guerre mondiale. Présentée le 12 mars 1947 au Congrès des États-Unis par le président Harry S. Truman, cette doctrine a cimenté la politique interventionniste américaine, entérinant la fin de l'isolationnisme, et elle marque le début de la Guerre froide.

## Contexte

### Fin de la Seconde guerre mondiale et début des tensions
Alors que la Seconde Guerre mondiale s'achève, la Turquie subit une pression de la part de l'Union des républiques socialistes soviétiques : cette première contrôle les détroits turcs et peut par conséquent bloquer l'entrée des bateaux russes en mer Méditerranée par la mer Noire. L'URSS fait pression sur la Turquie et envoie des bâtiments de guerre. Face à l'incapacité du Royaume-Uni à tenir la zone, les Américains envoient en 1947 de l'aide militaire à la Turquie à hauteur de 100M$, et envoie l'USS Franklin D. Roosevelt. Cela permet de repousser l'expansion soviétique vers les mers chaudes.

### Crise grecque
Le Royaume-Uni avertit les États-Unis en février 1947 qu'elle devra interrompre son aide militaire et financière à la Grèce à la fin du mois de mars. Jusqu'alors, les Américains n'envisageaient pas une présence permanente en Europe. Le président Harry S. Truman change la donne, mais doit convaincre le Parti républicain traditionnellement isolationniste. Son cabinet prépare ainsi un discours, volontairement dramatisé, qu'il prononce le 12 mars. Cette doctrine dite Truman se veut ainsi une politique d'endiguement.

### «Long télégramme»de George Kennan
La doctrine Truman doit beaucoup aux idées exposées par George F. Kennan dans son long télégramme, selon laquelle l'Amérique doit organiser la résistance à l'expansionnisme soviétique pour forcer l'URSS à y renoncer et à se consacrer à ses problèmes économiques intérieurs. Selon Kennan, l'idéologie communiste postule que les contradictions internes du capitalisme rendent sa chute inéluctable ; il en conclut que les chefs communistes n'ont pas d'intérêt à adopter une attitude trop aventureuse et qu'ils adopteront donc une tactique prudente.

## Contenu

### Distinction entre régimes démocratiques et autoritaires
Truman définit les démocraties par opposition aux régimes autoritaires. Un de ces régimes, la démocratie, « est basé sur la volonté de la majorité. Ses principaux caractères sont des institutions libres, des gouvernements représentatifs, des élections libres, des garanties pour la liberté individuelle, la liberté d’expression et de religion » ; l'autre, lui, « est basé sur la volonté d’une minorité imposée à la majorité. Il s’appuie sur la terreur et l’oppression, sur une radio et une presse contrôlées, sur des élections dirigées et sur la suppression de la liberté individuelle. Je crois que les États-Unis doivent pratiquer une politique d’aide aux peuples libres ».

### Nécessité de soutien aux régimes démocratiques
Dans son discours, le président Truman affirme que « les États-Unis doivent soutenir les peuples libres qui résistent à des tentatives d'asservissement », grâce à une aide qui « doit consister essentiellement en un soutien économique et financier ». L'adversaire est directement nommé : l'objectif américain est de « maintenir la liberté des États du monde et à les protéger de l'avancée communiste ». Selon lui, « les germes de régimes totalitaires sont nourris par la misère et le besoin. Ils se répandent et grandissent dans la mauvaise terre de la pauvreté et la guerre civile. Ils parviennent à maturité lorsqu'un peuple voit mourir l'espoir qu'il avait mis en une vie meilleure. Nous devons faire en sorte que cet espoir demeure vivant ».

## Conséquences

### Plan Marshall
Le plan Marshall est une des conséquences pratiques de la doctrine Truman. Elle permet de financer la reconstruction des économies européennes. Elle est à l'origine de l'ascension économique du Japon grâce à l'aide économique apportée par les États-Unis dès avril 1947 avec la suspension du paiement des réparations pour soutenir l'économie du pays.

### Réponse soviétique
Cette doctrine de politique étrangère marque le début véritable du bras de fer de la guerre froide. Elle sera suivie de la proclamation soviétique antagoniste de la doctrine Jdanov.

## Débats et critiques
La doctrine Truman a été critiquée pour avoir permis le soutien à des régimes autoritaires.
L'historien Howard Zinn relève toutefois, concernant la Grèce notamment : « En fait, la plus importante [des] pressions extérieures venait des États-Unis eux-mêmes. […] L'Union soviétique, comme les États-Unis, ne semblait pas désireuse de favoriser des révolutions qu'elle n'était pas capable de contrôler ».